# Sitochroa
Genre
Sitochroa est un genre d'insectes de l'ordre des lépidoptères (papillons) de la famille des Crambidae.

## Liste des espèces rencontrées en Europe
- Sitochroa palealis (Denis & Schiffermüller, 1775)
- Sitochroa verticalis (Linnaeus, 1758)